# Джанибек

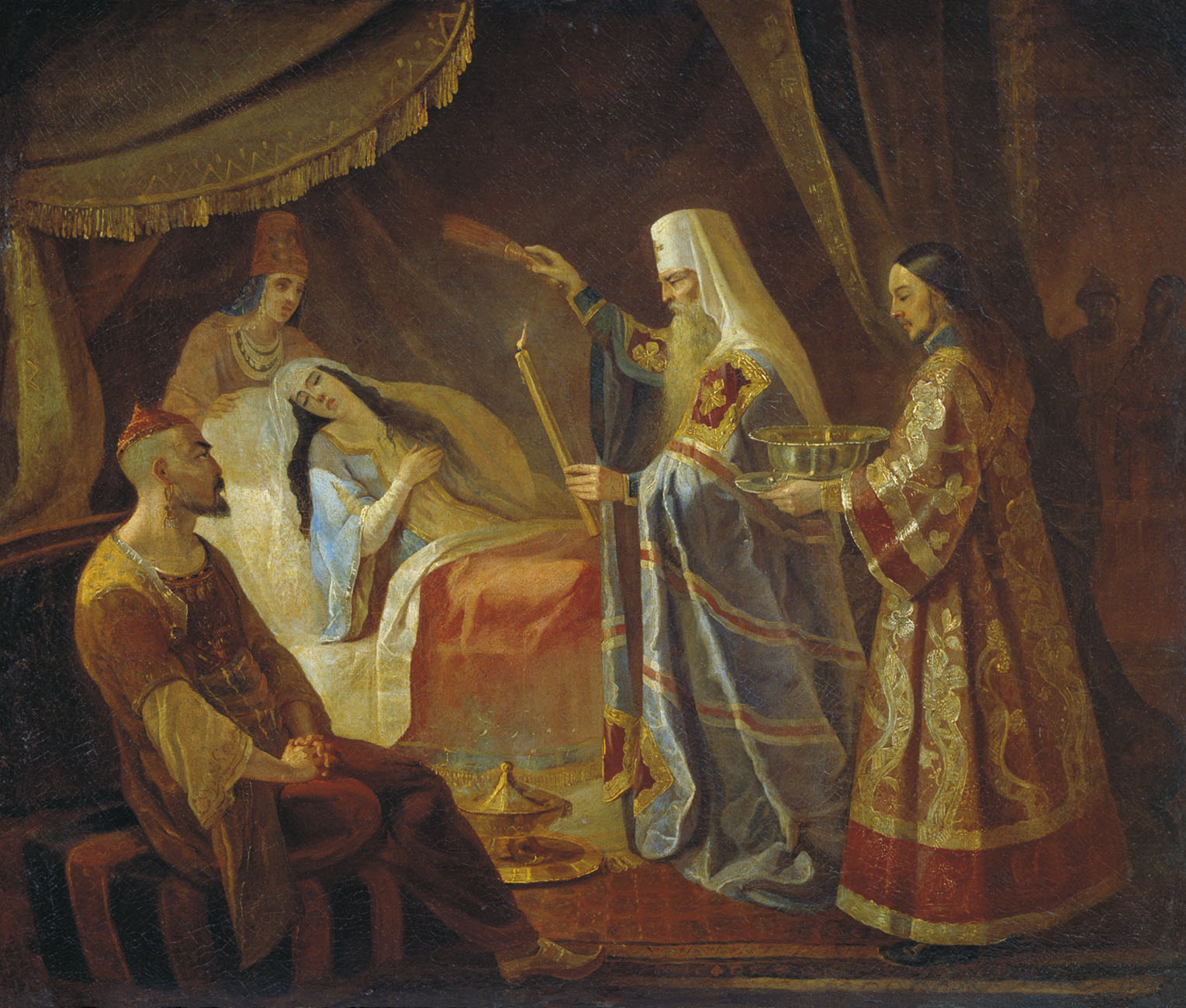
Святитель Алексий исцеляет ханшу Тайдулу, Яков Капков (1816-54)

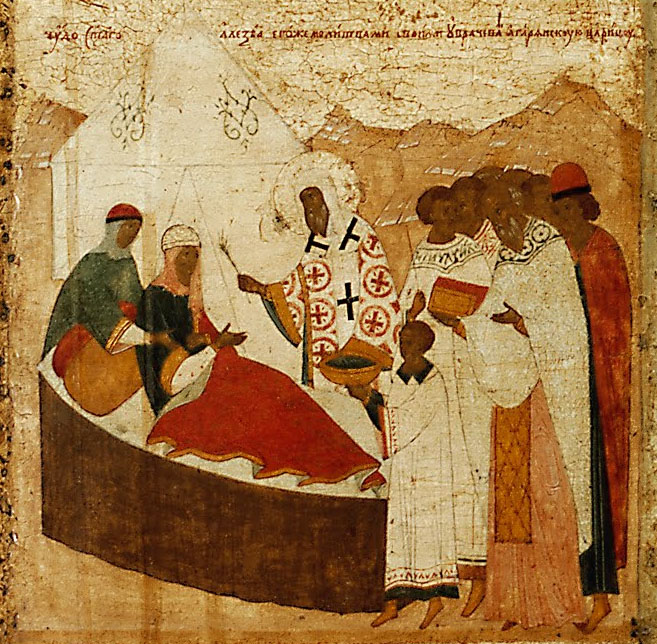
Митрополит Алексий исцеляет мать Джанибека от слепоты

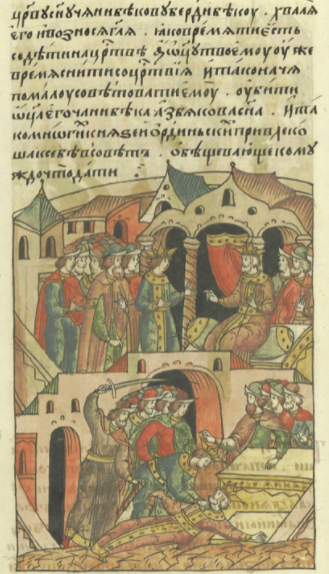
Бердибек убивает Джанибека

Джанибе́к (устар. Чанибек; ум. 1357) — хан Золотой Орды (1342—1357), третий сын Узбек-хана от старшей жены Тайдулы. В результате успешной войны с чобанидской Персией присоединил Азербайджан, благодаря чему Золотая Орда достигла своих максимальных размеров, включая Западную Сибирь, Булгарский улус (Среднее Поволжье), Белую Орду (Казахстан, Хорезм), Синюю Орду (Кубань, Дон, Крымский улус), Кавказский Улус (включая Азербайджан); в политической зависимости также находились некоторые территории Руси.

## Биография
Джанибек пришёл к власти в результате убийства его сторонниками братьев — хана Тинибека (официального наследника престола) и Хызыра. Проводил политику усиления центральной власти и вмешательства в дела вассальных княжеств. Тем не менее, Джанибек в русских летописях назывался «добрым». В 1347 году произошёл единственный за всё время правления Джанибека набег на Русь — в окрестности города Алексина.
Правление Джанибека с самого начала сопровождалось осложнением внешнеполитической обстановки. Уже в 1343 году, использовав в качестве предлога убийство татарского купца венецианцем, Джанибек начинает войну против итальянских колоний в Крыму: венецианской в Тане и генуэзской в Каффе. В 1345 году венецианцы и генуэзцы, получив благословение Римского Папы Климента VI, объявили крестовый поход против Джанибека. Однако поскольку давление золотоордынских войск ухудшило положение колоний и приносило убытки торговле, поход не состоялся и итальянцам пришлось заключить мир с Джанибеком.
Значительно менее удачно обстояли дела на западных рубежах. В 1344 году польский король Казимир III начал войну за земли Галицко-Волынской Руси и к концу 1340-х отнял бо́льшую часть этих земель. Ещё несколько юго-западных золотоордынских территорий были захвачены литовским князем Ольгердом.
Неудачи на западных рубежах страны привели к отпадению восточных улусов других линий Джучидов. Чимтай, правитель Белой Орды, стал фактически независимым правителем, подготовившим её возвышение при Урус-хане. Кроме того, шибанид Инсан-хан начал чеканку собственной монеты, что являлось прерогативой суверенного правителя.
Ослабление окраин заставило ордынцев улучшать отношения с Русью. В 1347 году правившая от имени своего сына Джанибека ханша Тайдула в специальной грамоте сарайскому епископу Иоанну запретила светским правителям вмешиваться в дела церкви. В 1348 году литовский князь Ольгерд, стремившийся усилить литовское влияние на русских землях, послал к Джанибеку своего брата Кориата требовать помощи. Но хан, по внушению московского князя Симеона Гордого, выдал ему Кориата вместе с другими литовскими послами. По смерти Симеона, Джанибек поставил на великое княжение московского князя Ивана II Ивановича, брата Симеона, а Городец и Суздаль утвердил за сыном суздальского князя Константина Васильевича, Андреем. В 1355 году Джанибек судил князя Юрия Ярославича Муромского с его родственником Фёдором Глебовичем и отдал этому последнему не только княжество, но и самого Юрия.
В 1357 году Джанибек завоевал в чобанидской Персии город Тавриз и присоединил к Золотой Орде азербайджанские земли.
Согласно русским летописям, в 1357 году тяжело заболевшая ханша Тайдула вызвала митрополита Алексия в Орду, в надежде излечиться его молитвами. За это время успел заболеть и хан Джанибек, вернувшийся из Персии, но к нему митрополита не пустили. Однако эти события не имеют подтверждения из других источников.
Вернувшись из Кавказского похода хан Джанибек заболел и вскоре умер. Разные источники указывают на разные причины его смерти, согласно персидским и татарским источникам, хан умер своей смертью после ранения в тяжёлом походе, согласно русскому источнику — хан был убит сторонниками его старшего сына Бердибека, который, узнав о болезни отца, оставил Азербайджан и со всеми войсками спешно направился в Сарай. Согласно этому русскому источнику, сторонники хана Бердибека убили также 12 его братьев, сделав таким образом Бердибека единственным законным наследником золотоордынского трона.
Известны монеты Золотой Орды, выпущенные уже после смерти хана Джанибека с именем «покойного хана» (в 1360-е годы).

## Джанибек и эпидемия чумы
Во время правления Джанибека на Золотую Орду обрушилась эпидемия чумы, источником которой были степные грызуны, жившие в юго-восточных частях государства и пустыне Гоби — природном очаге болезни. Эпидемия распространялась с караванами по Шёлковому Пути, идущему через Золотую Орду. В 1346 году чума появилась в низовьях Дона и Волги, опустошив столицу золотоордынских ханов Сарай и близлежащие города. 
Существовала версия, объявляющая Джанибека виновником всей пандемии чумы в Западной Европе, известной как «Чёрная смерть». Об этом рассказывает генуэзский нотариус Габриэль де Мюсси (Gabriele de' Mussi). В 1346 году он оказался в генуэзской фактории в Каффе, осаждённой войсками хана Джанибека. Согласно де Мюсси, после того, как в монгольском войске началась чума, хан приказал с помощью катапульт забрасывать трупы умерших от болезни в Каффу, где немедленно началась эпидемия. Осада окончилась ничем, так как ослабленное болезнью войско вынуждено было отступить, в то время как генуэзские корабли из Каффы продолжили плавание, разнося чуму далее по всем средиземноморским портам.
Рукопись де Мюсси, которая ныне находится в библиотеке Вроцлавского университета, впервые была опубликована в 1842 году. Сочинение не датировано, однако время его написания легко устанавливается по описанным событиям. В настоящее время часть исследователей подвергают сомнению содержащиеся в рукописи сведения, полагая, что, во-первых, де Мюсси руководствовался тогдашним пониманием распространения болезни через запах в виде миазмов, и чума, возможно, проникла в крепость с крысиными блохами, или, по предположению Михаила Супотницкого, Мюсси, вернувшись в Италию и застав там начало эпидемии, ошибочно связал её с возвращением генуэзских кораблей. Впрочем, у гипотезы о «биологической войне хана Джанибека» нашлись свои защитники. Так, английский микробиолог Марк Уилис в свою очередь указывает, что в тогдашних условиях осаждающая армия располагалась достаточно далеко от города на безопасном расстоянии от стрел и снарядов противника, в то время как крысы не любят далеко уходить от своих нор. Также он обращает внимание на потенциальную возможность заражения от трупа через небольшие ранки и ссадины на коже, которому могли подвергнуться могильщики.

## В культуре
Джанибек действует в романах Дмитрия Балашова «Симеон Гордый» и «Ветер времени» из цикла «Государи Московские». В фильме «Орда» его играет Иннокентий Дакаяров.